# Campionati europei di nuoto 2010 - 5 km femminili
La gara si è svolta il pomeriggio del 4 agosto 2010 e vi hanno partecipato 23 atlete.

## Medaglie
| Posizione | Atleta                 | Paese  |
| --------- | ---------------------- | ------ |
| Oro       | Ekaterina Seliverstova | Russia |
| Argento   | Kalliopi Araozou       | Grecia |
| Bronzo    | Marianna Lymperta      | Grecia |

## Classifica
| Pos. | Atleta                 | Nazionalità | Tempo        | Distacco     |
| ---- | ---------------------- | ----------- | ------------ | ------------ |
|      | Ekaterina Seliverstova | Russia      | 1h02'34"7    |              |
|      | Kalliopi Araouzou      | Grecia      | 1h02'37"3    | 2"6          |
|      | Marianna Lymperta      | Grecia      | 1h02'41"3    | 6"6          |
| 4    | Jana Pechanova         | Rep. Ceca   | 1h02'55"4    | 20"7         |
| 5    | Nadine Reichert        | Germania    | 1h03'12"1    | 37"4         |
| 6    | Alice Franco           | Italia      | 1h03'20"8    | 46"1         |
| 7    | Yurema Requena         | Spagna      | 1h03'58"6    | 1'23"9       |
| 8    | Anna Guseva            | Russia      | 1h04'10"7    | 1'36"0       |
| 9    | Rachele Bruni          | Italia      | 1h04'12"7    | 1'38"0       |
| 10   | Teja Zupan             | Slovenia    | 1h04'15"7    | 1'41"0       |
| 11   | Ophelie Aspord         | Francia     | 1h04'40"6    | 2'05"9       |
| 12   | Marta Recio            | Spagna      | 1h04'58"0    | 2'23"3       |
| 13   | Silvie Rybarova        | Rep. Ceca   | 1h05'22"3    | 2'47"6       |
| 14   | Maria Bulakhova        | Russia      | 1h05'54"7    | 3'20"0       |
| 15   | Anna Berbasova         | Ucraina     | 1h07'09"0    | 4'34"3       |
| 16   | Iris Matthey           | Svizzera    | 1h07'25"2    | 4'50"5       |
| 17   | Vanessa Balogh         | Ungheria    | 1h08'11"1    | 5'36"4       |
| 18   | Nika Kozamernik        | Slovenia    | 1h08'36"2    | 6'01"5       |
| 19   | Timea Csajagi          | Ungheria    | 1h09'42"2    | 7'07"5       |
| 20   | Coralie Codevelle      | Francia     | 1h09'51"1    | 7'16"4       |
| 21   | Agnes Prohaszka        | Ungheria    | 1h10'19"9    | 7'45"2       |
| 22   | Alexandra Farkasova    | Slovacchia  | 1h11'48"0    | 9'13"3       |
|      | Giorgia Consiglio      | Italia      | squalificata | squalificata |